# Ahmad Ghali
Ahmad Ghali Abubakar (* 23. června 2000 Kano) je nigerijský profesionální fotbalista, který hraje na pozici křídelníka za český klub FC Slovan Liberec.

## Klubová kariéra

### AS Trenčín
Ghali přišel do Evropy z rodné Nigérie v roce 2020, kdy podepsal smlouvu se slovenským klubem AS Trenčín. V A-týmu debutoval 13. června 2020, kdy gólem pomohl k výhře 4:0 nad FK Pohronie.
V sezóně 2020/21 se Ghali stal stabilním členem základní sestavy Trenčína, vstřelil 4 branky a přidal 6 asistencí v 32 soutěžních zápasech.
V podzimní části sezóny 2021/22 přestal Ghali figurovat v sestavě Trenčína, odehrál také 3 utkání v dresu druholigové Dubnice nad Váhom.

### Slovan Liberec
Ghali v lednu 2022 přestoupil do českého klubu FC Slovan Liberec a podepsal s ním smlouvu na dva a půl roku. V libereckém dresu debutoval 20. března při prohře 1:0 na půdě Sigmy Olomouc.
Do základní sestavy Slovanu Liberec se Ghali propracoval v jarní části sezóny 2022/23. V 16 zápasech ale neskóroval a připsal si jen 2 asistence.
Své první branky v dresu Liberce Ghali vstřelil 25. listopadu 2023, kdy dvěma brankami rozhodl o výhře 2:1 nad Mladou Boleslaví.